# Fritillaria tubiformis
La meleagride alpina (Fritillaria tubiformis Gren. & Godr.) è una pianta perenne della famiglia delle Liliacee, nativa delle regioni alpine della Francia sudorientale e dell'Italia settentrionale.